# Філіпстаун (Нью-Йорк)
Філіпстаун (англ. Philipstown) — місто (англ. town) в США, в окрузі Патнем штату Нью-Йорк. Населення — 9831 особа (2020).

## Демографія
Згідно з переписом 2010 року, у місті мешкали 9662 особи в 3685 домогосподарствах у складі 2591 родини. Було 4164 помешкання
Расовий склад населення:
| - 93,1 % — білих - 1,6 % — чорних або афроамериканців - 1,4 % — азіатів - 0,2 % — корінних американців - 0,1 % — вихідців з тихоокеанських островів - 1,6 % — осіб інших рас |

До двох чи більше рас належало 2,0 %. Частка іспаномовних становила 6,9 % від усіх жителів.
За віковим діапазоном населення розподілялося таким чином: 22,4 % — особи молодші 18 років, 62,1 % — особи у віці 18—64 років, 15,5 % — особи у віці 65 років та старші. Медіана віку мешканця становила 45,4 року. На 100 осіб жіночої статі у місті припадало 95,8 чоловіків;  на 100 жінок у віці від 18 років та старших — 94,9 чоловіків також старших 18 років.
Середній дохід на одне домашнє господарство  становив 151 194 долари США (медіана — 108 103), а середній дохід на одну сім'ю — 177 038 доларів (медіана — 132 350). Медіана доходів становила 93 266 доларів для чоловіків та 65 656 доларів для жінок. За межею бідності перебувало 5,0 % осіб, у тому числі 2,6 % дітей у віці до 18 років та 4,4 % осіб у віці 65 років та старших.
Цивільне працевлаштоване населення становило 4959 осіб. Основні галузі зайнятості: освіта, охорона здоров'я та соціальна допомога — 25,4 %, науковці, спеціалісти, менеджери — 14,0 %, мистецтво, розваги та відпочинок — 12,9 %.